# John Wesley (muzyk)
John Wesley, także John Wesley Dearth, III, Wes Dearth (ur. w czerwcu 1962) – amerykański wokalista, twórca piosenek i gitarzysta.

## Życiorys
Jego profesjonalna kariera muzyczna rozpoczęła się na początku lat osiemdziesiątych w Tampa na Florydzie. W roku 1992 rozpoczął karierę solową, grając m.in. przed koncertami brytyjskiej grupy z nurtu rocka progresywnego Marillion
W roku 1998 Wesley i były członek zespołu White Lion Mike Tramp otwierali koncerty Petera Framptona i Lynyrd Skynyrd. Potem Wesley rozpoczął współpracę z byłym wokalistą Marillion, Fishem, wspierając go w trakcie koncertów. Efektem współpracy był m.in. pochodzący z roku 2001 album Fisha Fellini Days. Wesley jest współautorem wszystkich znajdujących się na płycie kompozycji.
Był gitarzystą koncertowym zespołu Porcupine Tree, brał udział w trasach promujących albumy In Absentia, Deadwing, Fear of a Blank Planet i The Incident.
Wesley współpracował także z Seanem Malonem, Steve’em Hogarthem, Steve’em Rotherym, Stevenem Wilsonem (który był producentem jego albumu, Shiver wydanego w 2005 roku)
Od 24 sierpnia 2007 artysta darmowo udostępnia swoją solową dyskografię w wersji elektronicznej.

## Dyskografia

### Albumy studyjne
- 1994 – Under the Red and White Sky
- 1995 – The Closing of the Pale Blue Eyes
- 1997 – The Emperor Fall
- 2001 – Chasing Monsters
- 2005 – Shiver

### Single
- 1994 The Last Light
- 1995 John Wesley
- 2005 Fly Boy

### Albumy koncertowe (Wesfest productions)
- 1998 Waiting for the Sun to Shine in Paris
- 1998 Wesfest 98
- 1999 Starting the Engine II
- 1999 Wesfest 1999
- 2000 John Wesley Bachelor Party Tour
- 2002 The Chicago and Frisco Bootlegs
- 2004 Ten
- 2006 Live at Katie FitzGerald’s
- 2009 John Wesley : Oxford

### Albumy zFishem
- 2001 Fellini Days
- 2002 Fellini Nights (live)

### Wydawnictwa zPorcupine Tree
- 2003 XM
- 2005 XMII
- 2007 Fear of a Blank Planet
- 2008 We Lost the Skyline
- 2009 Ilosaarirock
- 2010 Anesthetize

## Wideografia
- 2006 Arriving Somewhere...